# Sisyropa heterusiae
Sisyropa heterusiae là một loài ruồi trong họ Tachinidae.